# 트레이번 마틴 피살 사건
트레이번 마틴 피살 사건은 미국 플로리다주의 흑인소년 트레이번 마틴(Trayvon Martin)이 히스패닉계 백인 조지 짐머만(George Zimmerman)이 쏜 총에 2012년 2월 26일 맞아 숨진 사건이다. 정당방위를 폭넓게 인정하는 플로리다주법에 따라 조지 짐머만이 2013년 7월 13일 1심에서 무죄를 선고 받자 흑인사회에서는 항의 운동이 이어지고 있다.

## 사건 발생
2012년 2월 26일 미국 플로리다주 샌퍼드시, 비가 부슬부슬 내리는 저녁 7시 경, 17세의 트레이번 마틴이 세븐일레븐 편의점에서 아이스 티 한 병과 스키틀즈 캔디 한 봉지를 산 뒤 외부인 출입이 통제되는 '게이티드 커뮤니티'의 자기 마을의 아버지 약혼자의 집으로 돌아가고 있었다. 히스패닉 계의 자경단장이자 경찰 지망생인 조지 짐머만(28)은 SUV차량을 타고 순찰 중, 마틴이 술 혹은 마약에 취해있다고 오인하였다. 그는 911에 전화하여, 후드를 쓴 수상한 사람이 동네에서 어슬렁대고 있다고 신고했다. 경찰은 그만두고, 우리가 갈 때까지 쫓아가지 말라고 명령했다. 하지만 짐머맨은 이를 거부하고 마틴을 계속 쫓았다. 마틴은 여자 친구에게 전화를 걸어 "수상한 사람이 내 뒤를 쫓고 있다"고 말했고, 여자 친구는 "그 자리를 빨리 벗어나라"고 답했다. 이윽고 두 사람이 마주쳤고, 몸싸움 끝에 누군가가 '헬프 미(도와줘요)'라고 소리친 후 얼마 되지 않아, 짐머맨이 마틴에게 총을 발사했고, 마틴은 현장에서 숨졌다.
짐머만은 당시 마틴이 자신을 공격해 '정당방위' 차원에서 사살했다고 주장했다. 샌퍼드 경찰은 초동수사 결과 그를 체포할 증거를 발견하지 못했다고 밝혔다.

## 항의 집회
짐머만이 기소되지 않자, 인구 5만3천500명인 샌퍼드 지역의 주민들은 2012년 3월 20일 릭 스콧 플로리다 주지사 집무실 앞 등에서 항의집회를 가졌다. 인권지도자들은 주민들에게 진정할 것을 당부하는 동시에, 당국에는 짐머만에 대해 철저히 조사할 것을 촉구했다.
3월 21일에는 트레이번 마틴의 아버지인 트레이시 마틴과 사브리나 풀턴을 비롯한 수백명이 뉴욕 맨해튼의 유니언 광장에 집결하여 추모집회를 열었다. 참가자들은 짐머만의 체포를 요구하며, 이 사건이 정당하게 처리될 때까지 시위행진을 계속하겠다고 밝혔다.
3월 21일 샌퍼드시 위원들은 이번 사건 처리 문제를 두고, 경찰청장 "불신임" 안을 3대2로 가결했다.
3월 23일 오바마 대통령은 "내게도 아들이 있었다면 트레이번처럼 됐을 것"이라며 이 사건을 강력히 비난하며, 철저한 조사할 것을 촉구했다. 월스트리트저널에 따르면, 오바마 대통령이 그동안 인종문제에 신중한 태도를 보여왔기에, '내 아들'이란 표현까지 쓰며 이 사건에 대한 관심을 표현한 것은 매우 이례적이다.
3월 24일 워싱턴 DC 2천명 가량이 시청 계단에 모여 항의 시위를 벌였다. 같은 날 시카고, 플로리다주 템파, 내슈빌에서도 수천명의 항의 시민들이 마틴이 피살될 당시 입고 있던 것과 같은 검은색 후디를 입고 "정의가 없으면 평화도 없다"(No Justice, No Peace) 문구를 내세우며, 항의시위를 벌였다.

### 복장의 범죄 유발 논란
3월 23일 폭스뉴스의 진행자 제럴드 리베라는 이 사건에 대해 논평하면서, 마틴이 입었던“후디가 핵심적인 역할을 했다”고 발언한 것이 논란을 불러일으켰다. 그는 “마틴이 그날 후디를 입고 있지 않았다면 자율방범대원이 그같이 공격적이고 폭력적으로 반응하지도 않았을 것”이라며 “범죄를 저지른 용의자들이 찍힌 사진을 보면 대부분 후디를 많이 입고 있다”고 말했다.
3월 24일 워싱턴DC, 시카고, 탬파를 비롯한 미국 주요도시에서 열린 항의 시위에서 참가자들은 후디를 입고 나와,“흑인으로 태어난 것이 죄인가”, “후디를 입는 것은 범죄가 아니다”라는 문구가 쓰인 피켓을 들었다. 같은 날 마이애미 히트 농구단 선수들은 후드티를 입은 사진을 트위터에 게시했다. AP통신에 따르면, 수백명의 트위터, 페이스북 이용자들이 자신들의 프로필 사진을 후디를 입고 있는 것으로 바꾸고 “내가 의심스러워 보이는가?”라는 문구를 집어넣었다.

## 수사 진행
2012년 3월 22일 안젤라 코리(Angela Corey)가 사건 담당 특별검사로 임명되었다. 버락 오바마 대통령이 철저한 수사를 약속하면서 3월 23일 법무부가 직접 수사에 나섰다.
2012년 4월 10일 짐머맨의 기소 여부를 결정할 세미놀군 대배심이 열릴 예정이었으나, 2012년 4월 9일 코리가 성명을 발표하여, 10일에 열리기로 되어있던 대배심에 이 사건을 포함시키지 않겠다고 밝혔다. 이로써 결과를 예측하기 힘든 대배심의 손에 판결을 맞기는 대신, 직접 사건 혐의 여부를 결정하게 되었다. 플로리다주법에 따르면, 1급 살인의 경우에만 대배심에 넘기도록 되어 있다.
2012년 5월 18일 183쪽에 달하는 경찰 조사 보고서가 공개되었다. 샌퍼드 경찰서의 크리스토퍼 세리노 형사가 작성한 조서에 따르면, 짐머맨이 자신의 차 안에 머물면서 사법 당국자들이 올때까지 기다렸다면 피할 수 있었던 사건이었다. 또한 트레이번 마틴이 당시 범죄에 연루됐다는 증거는 전혀 없다. 다른 한편, 조서에는 짐머맨이 마틴과 다퉜음을 보여주는 사진들이 수록되어 있고, 이 중 짐머맨의 코뼈가 부러진 듯 코에 피가 묻은 사진이 포함되어 있었다. 당시 현장에 출동한 한 경찰은 조서에서 증언하기를, 짐머맨이 코와 뒷머리에 피를 흘리고 있었으며 다투던 중 쓰러진 듯 그의 등이 젖어 있었고 등에 풀이 묻어 있었다. 결론적으로 해당 조서는 이 사건이 불가피한 사건은 아니었음을 밝히면서도, 플로리다 법에 따라 짐머맨의 행위를 '정당방위'로 간주할 수 있다는 증거들을 싣고 있다.

## 기소 및 재판
2013년 4월 플로리다주 검찰이 짐머맨을 2급 살인 혐의로 기소했다. 6월 10일 배심원단이 선정되었다.
2013년 7월 12일 중앙플로리다주 세미놀군 제18순회법원에서 배심원단의 평결 논의가 시작되어, 7월 13일 재판이 속개되었다. 6명의 배심원들은 짐머만의 '유죄' 여부를 가리는 데 3:3으로 팽팽하게 맞섰고, 유죄를 주장한 3명 가운데 2명은 과실치사로, 1명은 2급 살인죄로 판단했던 것으로 알려졌다. 하지만 유죄를 주장한 3명은 짐머만 측이 '생명의 위협을 받는 상황이었다'는 일관된 진술에 납득하면서, 그의 '정당방위'를 인정했다. 이윽고 배심원단은 짐머만의 행위를 정당방위로 인정하며, 2급 살인 혐의에 대해 무죄 평결을 내렸다. 여성 배심원단 6명 중 5명이 백인, 1명은 히스패닉이며, 6인 전원이 전부 무죄 평결을 내린 것으로 알려졌다.
200여 명의 흑인 시위대가 법정 밖에서 결과를 기다리던 중, 오후 10시 정각에 먼저 과실치사 부분에서 무죄가 선고되자 실망을 표했다. 곧바로 2급 살인죄에 대해서도 무죄 평결이 나오자 울부짖으며 격렬하게 항의했다. 피켓을 들고 맞시위를 벌이던 10명 이내의 짐머만 지지자들은 자리를 피했다. 경찰 병력 30여명은 즉시 시위대 주위를 에워싸고 법정 정문에 바리케이드를 쳐서 출입을 통제했다. 4대의 경찰 헬기가 초저녁부터 법정 상공을 지키고 있었고, 무죄 선고 이후 고도를 낮추기도 했다. 시위대원들은 분수대 주변을 돌며 "정의 없이 평화 없다"는 구호를 외쳤다. 일부 군중들은 "렛츠 고우 프로테스트", "피플 파워", "지금부터 전쟁이다" 등의 구호를 외치기도 했다.
7월 14일, 오바마 대통령은 성명을 내놓아 마틴의 죽음을 ‘비극’이라고 표현하면서도, 무엇보다 법원의 판단을 존중해야 한다고 밝혔다. 같은 날, 뉴욕와 샌프란시스코, 보스턴, 디트로이트, 시카고 등 미국 대도시 여러 곳에서 비폭력 시위가 열렸다. 로스앤젤리스 CNN 건물 앞에서 시위 참여자 6명은 불법 시위 혐의로 체포되었다. 전미흑인지위향상협회(NAACP)도 이날 성명을 발표하여, 법무부가 마틴의 인권침해 사실을 조사해야 한다고 촉구했다.

## 짐머만이 관여된 이후 사건
짐머만은 석방된 지 2주 만에 텍사스주에서 과속으로 경찰에 단속되었다. 플로리다주에서 차량 선팅과 번호판 부착 규정 위반으로 2차례 단속됐다. 2013년 9월 별거중인 아내를 총기로 위협한 혐의로 경찰 수사를 받았다. 2013년 여자친구 서맨사 샤이버에게 결별 통보를 받고 말다툼을 벌이다 총을 겨눈 혐의로  플로리다주 세미놀 카운티 법원에서 재판을 받았다.

## '스탠드 유어 그라운드' 법
플로리다에서 시작된 '스탠드 유어 그라운드' 법, 일명 '정당방위법'은 미국 21개 주가 채택하고 있다. 해당 법은 실내가 아닌 길거리나 공공장소 등 자신이 정당히 머무를 수 있는 장소에서 신체적으로 또는 심리적으로 생명의 위협을 당하는 상황에서는 굳이 현장을 피할 의무 없이 총기를 사용해 자신을 방어할 수 있다고 규정하고 있다.

## 같이 보기
- 1968년 볼티모어 폭동
- 에밋 틸 피살 사건
- 로드니 킹
- 에릭 가너 피살 사건
- 마이클 브라운 총격 사건
- 2014년 퍼거슨 봉기
- 2015년 볼티모어 폭동
- 조지 플로이드 사망 사건
- 조지 플로이드 사망 항의 시위
- 스탠드 유어 그라운드 법
- 성의 원칙 (castle doctrine)

## 주해
1. ↑   미국에서 1급 살인죄는 살인범행을 사전에 의도적으로 계획한 뒤 실행에 옮긴 살인죄를 가리키며, 주로 사형이나 종신형을 선고받는다. 2급 살인죄는 사전에 계획하지 않았던 살인죄를 가리키며, 종신형 혹은 그에 준하는 중형이 선고된다. 자발적 치사(Voluntary Manslaughter)는 살해할 의도는 없었으나 주변환경에 의해 우발적으로 살해한 경우를 가리킨다. 과실치사(Involuntary Manslaughter)는 과실에 의해 의도하지 않은 살인이 일어난 경우를 뜻한다.[6]